# كولون كوستاريكي
الكولون الكوستاريكي (بالإسبانية: Costa Rican colón) (رمز أيزو 4217: CRC) هي العملة المستخدمة في كوستاريكا.سُمي على اسم كريستوفر كولومبوس ، المعروف باسم كريستوبال كولون بالإسبانية. ينقسم الكولون إلى مئة سنتيموس.

## رمز
رمز الكولون هو حرف "C" كبير يتقاطع معه خطّان قطريان. يُرمز إليه في نظام الترميز الموحد (Unicode) بالرمز U+20A1 ₡ (رمز الكولون)، ويمكن كتابته على العديد من لوحات مفاتيح ويندوز الإنجليزية باستخدام الاختصار ALT+8353.
لا ينبغي الخلط بين رمز الكولون (₡) ورمز السنت U+00A2 ¢ (¢)، أو رمز السيدي الغاني U+20B5 ₵ . ومع ذلك، يُستخدم رمز السنت الشائع "¢" محلياً في كثير من الأحيان للدلالة على الكولون في الإعلانات وتحديد الأسعار.

## تاريخ
قُدِّمَ الكولون في عام 1896، ليحل محل البيزو على قدم المساواة.  ينقسم الكولون إلى 100 سنتيموس ، على الرغم من أنه بين عامي 1917 و1919، أُصدِرَت العملات المعدنية باستخدام اسم سنتافو للوحدة الفرعية 1/100 من الكولون. أُصدِرَ الكولون من قبل مجموعة متنوعة من البنوك في النصف الأول من القرن العشرين، ولكن منذ عام 1951 أُنتِجَ فقط من قبل البنك المركزي لكوستاريكا . كانت العملة خاضعة لربط زاحف مقابل الدولار الأمريكي من عام 2006 إلى عام 2015، ولكنها كانت تطفو ضمن نطاق يسمح به البنك المركزي لكوستاريكا منذ ذلك الحين. 

## عملات معدنية

### العملات الأولى، 1897–1917
لأن الكولون حل محل البيزو على قدم المساواة، لم تكن هناك حاجة فورية لعملات معدنية جديدة في عام 1896. في عام 1897، أُصدِرَت عملات ذهبية من فئات 2، و5، و10، و20 كولون، تلاها 50 سنتيمو فضية، ثم 2 سنتيمو من النحاس والنيكل في عام 1903 و5 و10 سنتيمو فضية في عام 1905. حملت عملات 5 و10 سنتيمو الأحرف الأولى GCR، مما يشير إلى أنها إصدارات حكومية.

### إصدارات سنتافو، 1917-1919
في عام ١٩١٧، صدرت عملات معدنية من فئتي ٥ و١٠ سنتافو بدلاً من السنتيمو. صُكت عملات معدنية من فئة ٥٠ سنتافو، ولكن لم تُصدر (انظر أدناه). حملت جميعها الأحرف الأولى من GCR.

### الإصدارات الحكومية، 1920-1941
استؤنف إصدار عملات السنتيمو من قبل الحكومة (والتي لا تزال تُشار إليها بالأحرف الأولى GCR) في عام ١٩٢٠، بفئتي ٥ و١٠ سنتيمو. في عام ١٩٢٣، أُصدرت عملات فضية من فئة ٢٥ و٥٠ سنتيمو من عملة البيزو، بالإضافة إلى عملات الـ ٥٠ سنتافو غير المُصدرة من عامي ١٩١٧ و١٩١٨، مع طوابع مضادة ضاعفت قيمتها إلى ٥٠ سنتيمو وكولون واحد.
في عام ١٩٢٥، طُرحت عملات فضية من فئة ٢٥ سنتيمو. وكانت آخر العملات التي أصدرتها الحكومة هي عملات نحاسية من فئة ١٠ سنتيمو، والتي صدرت بين عامي ١٩٣٦ و١٩٤١.

### إصدارات البنك الدولي، 1935
في عام ١٩٣٥، أصدر البنك الدولي لكوستاريكا عملات معدنية من النحاس والنيكل بفئات ٢٥ و٥٠ سنتيمو وكولون واحد. حملت هذه العملات الأحرف الأولى BICR.

### إصدارات البنك الوطني، 1937-1948
في عام 1937، قدم البنك الوطني عملات معدنية من فئة 25 و50 سنتيمو وكولون واحد والتي حملت الأحرف الأولى من BNCR. وتبع ذلك 5 و10 سنتيمو في عام 1942 و2 كولون في عام 1948.

### إصدارات بنكو سنترال، 1951-حتى الآن
في عام ١٩٥١، تولى البنك المركزي إصدار العملات المعدنية باستخدام الأحرف الأولى BCCR، مع طرح عملات معدنية من فئتي ٥ و١٠ سنتيمو. تلاها عملات من فئة ١ و٢ كولون في عام ١٩٥٤، و٥٠ سنتيمو في عام ١٩٦٥، و٢٥ سنتيمو في عام ١٩٦٧. في عامي ١٩٨٢ و١٩٨٣، توقف إصدار عملات ٥ و١٠ سنتيمو، وخُفِّضت أحجام عملات ٢٥ سنتيمو إلى ٢ كولون، وطُرحت عملات من فئات ٥، و١٠، و٢٠ كولون. بين عامي ١٩٩٥ و١٩٩٨، طُرحت عملات نحاسية أصغر حجمًا من فئة ١ و٥ و١٠ كولون، وأُضيفت عملات من فئات ٢٥، و٥٠، و١٠٠ كولون. تلتها عملات من فئة ٥٠٠ كولون في عام ٢٠٠٣. طُرحت عملات من فئة ٥ و١٠ كولون من الألومنيوم في عام ٢٠٠٦. لم تعد عملات كولون واحد متداولة. في عام ٢٠٠٩، سُحبت العملات المعدنية الفضية الكبيرة من فئات ٥، و١٠، و٢٠ جنيهًا إسترلينيًا تدريجيًا، تاركةً العملات المعدنية الصغيرة والأخف وزنًا من فئات ٥ و١٠ جنيهات إسترلينية، والعملات المعدنية الذهبية من فئات ٥، و١٠، و٢٥، و٥٠، و١٠٠، و٥٠٠ جنيه إسترليني. وفي نهاية عام ٢٠١٩، تم التخلص تدريجيًا من عملة الـ ٥ جنيهات إسترلينية.
في عام 2021، قُدِّمَت عملة معدنية أصغر حجمًا بقيمة 500 ₡ لإحياء ذكرى مرور مائتي عام على استقلال كوستاريكا. 
| قيمة(₡)           | سنة                          | مكونات                                                      | شكل   | قطر     | وزن    | الكتالوج القياسي للعملات العالمية | الوجه الأمامي                    | الوجه الخلفي                                                                      | صورة  |
| ----------------- | ---------------------------- | ----------------------------------------------------------- | ----- | ------- | ------ | --------------------------------- | -------------------------------- | --------------------------------------------------------------------------------- | ----- |
| 1 كولون (Retired) | 1998                         | ألومنيوم-برونز                                              | دائري | 15 مم   | 2.8غم  | KM# 233                           | شعار النبالة الوطني وسنة الإصدار | القيمة الاسمية                                                                    |       |
| 5 كولون (Retired) | 1995                         | فولاذ مقاوم للصدأ مطلي بالبرونز                             | دائري | 21.5 مم | 4غم    | KM# 227                           | شعار النبالة الوطني وسنة الإصدار | القيمة الاسمية                                                                    |       |
| 5 كولون (Retired) | 1997, 1999                   | ألومنيوم-برونز                                              | دائري | 21.5 مم | 4غم    | KM#227a; KM# 227a.1               | شعار النبالة الوطني وسنة الإصدار | القيمة الاسمية                                                                    |       |
| 5 كولون (Retired) | 2001                         | نحاس أصفر                                                   | دائري | 21.5 مم | 4غم    | KM# 227a.2                        | شعار النبالة الوطني وسنة الإصدار | القيمة الاسمية                                                                    |       |
| 5 كولون (Retired) | 2005, 2008, 2012, 2016       | ألومنيوم                                                    | دائري | 21.5 مم | 0.9غم  | KM# 227b                          | شعار النبالة الوطني وسنة الإصدار | القيمة الاسمية                                                                    |       |
| 10 كولون          | 1995 (Retired)               | فولاذ مطلي بالنحاس الأصفر                                   | دائري | 23.5م م | 5غم    | KM# 228.1                         | شعار النبالة الوطني وسنة الإصدار | القيمة الاسمية                                                                    | 150px |
| 10 كولون          | 1997, 1999, 2002 (Retired)   | ألومنيوم-برونز                                              | دائري | 24 مم   | 5غم    | KM# 228a.1; KM# 228a.2; KM# 228.2 | شعار النبالة الوطني وسنة الإصدار | القيمة الاسمية                                                                    | 150px |
| 10 كولون          | 2005, 2008, 2012, 2016, 2018 | ألومنيوم                                                    | دائري | 23.5 مم | 1.1غم  | KM# 228b                          | شعار النبالة الوطني وسنة الإصدار | القيمة الاسمية                                                                    | 150px |
| 10 كولون          | 2021                         | فولاذ مقاوم للصدأ                                           | دائري | 23.5 مم | 3.5غم  | لا يوجد                           | شعار النبالة الوطني وسنة الإصدار | القيمة الاسمية                                                                    |       |
| 25 كولون          | 1995                         | فولاذ مطلي بالنحاس الأصفر                                   | دائري | 25.5 مم | 7غم    | KM# 229                           | شعار النبالة الوطني وسنة الإصدار | القيمة الاسمية                                                                    | 150px |
| 25 كولون          | 2001, 2003, 2005             | ألومنيوم-برونز                                              | دائري | 25.5 مم | 7غم    | KM# 229a; KM# 229b                | شعار النبالة الوطني وسنة الإصدار | القيمة الاسمية                                                                    | 150px |
| 25 كولون          | 2007, 2014, 2017             | فولاذ مطلي بالنحاس الأصفر                                   | دائري | 25.5 مم | 7غم    | KM# 229c                          | شعار النبالة الوطني وسنة الإصدار | القيمة الاسمية                                                                    | 150px |
| 50 كولون          | 1997, 1999                   | ألومنيوم-برونز                                              | دائري | 27.5 مم | 8غم    | KM# 231.1a                        | شعار النبالة الوطني وسنة الإصدار | القيمة الاسمية                                                                    | 150px |
| 50 كولون          | 2002                         | ألومنيوم-برونز                                              | دائري | 27.5 مم | 8غم    | KM# 231.1a                        | شعار النبالة الوطني وسنة الإصدار | القيمة الاسمية                                                                    | 150px |
| 50 كولون          | 2006, 2007, 2012, 2015, 2017 | فولاذ مطلي بالنحاس الأصفر                                   | دائري | 27.5 مم | 8غم    | KM# 231.1b                        | شعار النبالة الوطني وسنة الإصدار | القيمة الاسمية                                                                    | 150px |
| 100 كولون         | 1995                         | فولاذ مطلي بالنحاس الأصفر                                   | دائري | 29.5 مم | 9غم    | KM# 230                           | شعار النبالة الوطني وسنة الإصدار | القيمة الاسمية                                                                    | 150px |
| 100 كولون         | 1997, 1998, 1999             | ألومنيوم-برونز                                              | دائري | 29.5 مم | 9غم    | KM#230a; KM#230a.1                | شعار النبالة الوطني وسنة الإصدار | القيمة الاسمية                                                                    | 150px |
| 100 كولون         | 2000                         | ألومنيوم-برونز                                              | دائري | 29.5 مم | 9غم    | KM# 240                           | شعار النبالة الوطني وسنة الإصدار | القيمة الاسمية                                                                    | 150px |
| 100 كولون         | 2006, 2007, 2014, 2017, 2021 | فولاذ مطلي بالنحاس الأصفر                                   | دائري | 29.5 مم | 9غم    | KM# 240a                          | شعار النبالة الوطني وسنة الإصدار | القيمة الاسمية                                                                    | 150px |
| 500 كولون         | 2003, 2005                   | ألومنيوم-برونز                                              | دائري | 33 مم   | 11غم   | KM# 239.1; KM# 239.2              | شعار النبالة الوطني وسنة الإصدار | القيمة الاسمية                                                                    | 150px |
| 500 كولون         | 2006, 2007, 2015             | فولاذ مطلي بالنحاس الأصفر                                   | دائري | 33 مم   | 11غم   | KM# 239.1a                        | شعار النبالة الوطني وسنة الإصدار | القيمة الاسمية                                                                    | 150px |
| 500 كولون         | 2021                         | حلقة من سبائك النحاس والنيكل والزنك؛ نواة من النحاس والنيكل | دائري | 28 مم   | 10.5غم | KM# 241                           | القيمة الاسمية                   | مخطط لخريطة كوستاريكا وزخرفة تذكارية بمناسبة الذكرى المئوية الثانية للاستقلال.    | 150px |
| 500 كولون         | 2023                         | حلقة من سبائك النحاس والنيكل والزنك؛ نواة من النحاس والنيكل | دائري | 28 مم   | 10.5غم | لا يوجد                           | القيمة الاسمية                   | شعارا نبالة مفصولان بشريط. إحياءً للذكرى السنوية الـ 175 لتأسيس جمهورية كوستاريكا. |       |

## الأوراق النقدية

### إصدارات البنوك الخاصة، 1896-1914
أصدرت أربعة بنوك خاصة، بانكو أنجلو-كوستاريسينس ، وبانكو كوميرشال دي كوستاريكا ، وبانكو دي كوستاريكا ، وبانكو ميركانتيل دي كوستاريكا ، أوراقًا نقدية بين عامي 1864 و1917.
تأسس بنك أنجلو كوستاريكينسي عام ١٨٦٤، وأصدر أوراقًا نقدية من عام ١٨٦٤ إلى عام ١٩١٧. ثم أصبح لاحقًا بنكًا مملوكًا للدولة، وفي عام ١٩٩٤ أعلن إفلاسه وإغلاقه. صدرت أوراق نقدية من فئات ١، و٢٥، و٥٠، و١٠٠ بيزو، بالإضافة إلى ٥، و١٠، و٢٠، و٥٠، و١٠٠ كولون. وفي عام ١٩٦٣، تزامنًا مع احتفال البنك بالذكرى المئوية لتأسيسه، صدرت بعض الأوراق النقدية من فئات ١، و٥، و١٠، و٢٠ كولون (غير موقعة وغير مؤرخة). وطُبع على بعضها عبارة "مويسترا سين فالور" ("عينة بلا قيمة") لإبطال صفة العملة القانونية ومنع بيعها. إلا أن معظمها لم يكن يحمل هذه العبارة، مما يُصعّب العثور على أوراق نقدية تحمل الختم في الوقت الحاضر.
|               |               |                |                |
|               |               |                |                |
| 1 كولون، 1917 | 5 كولون، 191x | 10 كولون، 191x | 20 كولون، 191x |

تأسس بنك كوستاريكا عام ١٨٩٠، وأصدر أوراقًا نقدية من عام ١٨٩٠ إلى عام ١٩١٤. وهو حاليًا بنك مملوك للدولة. صدرت الأوراق النقدية بفئات ١، و٢، و٥، و١٠، و٢٠، و١٠٠ بيزو، بالإضافة إلى ٥، و١٠، و٢٠، و٥٠، و١٠٠ كولون.
|              |               |                |                |
|              |               |                |                |
| 1 بيزو، 1899 | 5 كولون، 190x | 10 كولون، 190x | 20 كولون، 1906 |

أصدر البنك التجاري في كوستاريكا أوراقًا نقدية بين عامي 1906 و1914 بفئات 5، و10، و20، و50، و100 كولون.
أصدر بنك ميركانتيل دي كوستاريكا أوراق نقدية بين عامي 1910 و1916، أيضًا في فئات 5، و10، و20، و50، و100 كولون.

### الإصدارات الحكومية، 1897-1917
أصدرت الحكومة شهادات ذهبية عام ١٨٩٧ بفئات ٥، و١٠، و٢٥، و٥٠، و١٠٠ كولون. وبين عامي ١٩٠٢ و١٩١٧، أصدرت شهادات فضية بفئات ٥٠ سنتيمو، كولون واحد، كولونين، ٥٠، و١٠٠ كولون.

### بانكو إنترناسيونال، 1914-1936
في عام 1914، أصدر بنكو إنترناسيونال دي كوستاريكا أوراقًا نقدية من فئات 5، و10، و20، و50، و100 كولون، وأُضيفت إليها فئات 25 و50 سنتيمو، و1 و2 كولون في عام 1918. وعلى الرغم من عدم إصدار فئة 25 سنتيمو بعد عام 1919، فقد استمر إصدار الفئات الأخرى حتى عام 1936. وبعد عام 1917، أصبحت أوراق بنكو إنترناسيونال النقدية هي الوحيدة التي صدرت للتداول.

### البنك الوطني، 1937-1949
في عام 1937، تولى بنكو ناسيونال دي كوستاريكا ‏ إصدار النقود الورقية وأصدر أوراقًا نقدية بقيمة 1، و2، و5، و10، و20، و50، و100، كولون حتى عام 1949. وكانت العديد من الأوراق النقدية المبكرة إصدارات مؤقتة مطبوعة على أوراق نقدية من بنكو إنترناسيونال، بما في ذلك أوراق نقدية بقيمة 1 كولون والتي أُصدِرَت لفترة وجيزة.

### بانكو سنترال، 1950–
بدأ البنك المركزي في كوستاريكا إصدار العملات الورقية عام ١٩٥٠، بفئات ٥، و١٠، و٢٠، و٥٠، و١٠٠ كولون. كانت الأوراق النقدية الأولى إصدارات مؤقتة من أوراق البنك الوطني (غير موقعة ولا مؤرخة). طبع البنك المركزي عليها التوقيعات والتواريخ المقابلة، بالإضافة إلى كتابة "البنك المركزي في كوستاريكا" فوق "البنك الوطني في كوستاريكا". بدأت الإصدارات المنتظمة للأوراق النقدية في عام 1951، ولكن أُصدِرَ إصدار مؤقت ثانٍ لأوراق نقدية بقيمة 2 كولون في عام 1967. وأضيفت أوراق نقدية بقيمة 1000 كولون في عام 1958، تلاها أوراق نقدية بقيمة 500 كولون في عام 1973، و5000 كولون في عام 1992، و2000 و10000 كولون في عام 1997، و20000 و50000 كولون في عام 2011.
| 2 كولون، 1967 | 100 كولون، 1954 | 5 كولونات، 1972 | 1000 كولون، 1973 |

الأوراق النقدية المتداولة حاليًا (سلسلة 2011):
| صورة          | صورة         | قيمة        | أبعاد          | اللون الرئيسي | وصف                                                                         | وصف                                                                               |
| الوجه الأمامي | الوجه الخلفي | قيمة        | أبعاد          | اللون الرئيسي | الوجه الأمامي                                                               | الوجه الخلفي                                                                      |
| ------------- | ------------ | ----------- | -------------- | ------------- | --------------------------------------------------------------------------- | --------------------------------------------------------------------------------- |
|               |              | 1000 كولون  | 125 مم × 67 مم | أحمر          | براوليو كاريو كولينا /1840-1842 شعار النبالة لكوستاريكا                     | غابة جافة - شجرة غواناكاستي ‏ ، غزال أبيض الذيل ، صبار كوستاريكي ليلي مزهر         |
|               |              | 2000 كولون  | 132 مم × 67 مم | أزرق          | ماورو فرنانديز أكونيا / كلية كبار السنوريتاس                                | الشعاب المرجانية - سمكة قرش الثور ، نجم البحر الأحمر ‏ ، ريش البحر اللزج ‏          |
|               |              | 5000 كولون  | 139 مم × 67 مم | أصفر          | ألفريدو جونزاليس فلوريس ؛ مبنى بانكو إنترناشيونال دي كوستاريكا في سان خوسيه | مستنقع المانغروف - قرد الكابوشين أبيض الرأس ، سرطان المانغروف ، المانغروف الأحمر  |
|               |              | 10000 كولون | 146 مم × 67 مم | أخضر          | خوسيه فيغيريس فيرير ، إلغاء الجيش                                           | الغابات المطيرة - الكسلان ذو الحلق البني ، فطريات الكأس ‏ ، سحلية إريوبسيس         |
|               |              | 20000 كولون | 153 مم × 67 مم | البرتقالي     | ماريا إيزابيل كارفاخال (الاسم المستعار كارمن ليرا) ؛ مخطط لكوستاريكا.       | بارامو - طائر الطنان البركاني ‏ ، ودوار الشمس سينيسيو أورستديانوس ، ونباتات القهوة |
| 250 بكسل      | 250 بكسل     | 50000 كولون | 160 مم × 67 مم | بنفسجي        | ريكاردو خيمينيز أوريمونو ، المحكمة العليا (سان خوسيه)                       | غابة السحاب - فطر المظلة، زهرة بروميليا، فراشة مورفو                              |
|               |              |             |                |               |                                                                             |                                                                                   |

الأوراق النقدية المتداولة حاليًا (سلسلة 2018-2019):
| صورة          | صورة         | قيمة        | أبعاد          | اللون الرئيسي | وصف                                                                         | وصف                                                                               |
| الوجه الأمامي | الوجه الخلفي | قيمة        | أبعاد          | اللون الرئيسي | الوجه الأمامي                                                               | الوجه الخلفي                                                                      |
| ------------- | ------------ | ----------- | -------------- | ------------- | --------------------------------------------------------------------------- | --------------------------------------------------------------------------------- |
|               |              | 1000 كولون  | 125 مم × 67 مم | أحمر          | براوليو كاريو كولينا /1840-1842 شعار النبالة لكوستاريكا                     | غابة جافة - شجرة غواناكاستي ‏ ، غزال أبيض الذيل ، صبار كوستاريكي ليلي مزهر         |
|               |              | 2000 كولون  | 132 مم × 67 مم | أزرق          | ماورو فرنانديز أكونيا / كلية كبار السنوريتاس                                | الشعاب المرجانية - سمكة قرش الثور ، نجم البحر الأحمر ‏ ، ريش البحر اللزج ‏          |
|               |              | 5000 كولون  | 139 مم × 67 مم | أصفر          | ألفريدو جونزاليس فلوريس ؛ مبنى بانكو إنترناشيونال دي كوستاريكا في سان خوسيه | مستنقع المانغروف - قرد الكابوشين أبيض الرأس ، سرطان المانغروف ، المانغروف الأحمر  |
|               |              | 10000 كولون | 146 مم × 67 مم | أخضر          | خوسيه فيغيريس فيرير ، إلغاء الجيش                                           | الغابات المطيرة - الكسلان ذو الحلق البني ، فطريات الكأس ‏ ، سحلية إريوبسيس         |
|               |              | 20000 كولون | 153 مم × 67 مم | البرتقالي     | ماريا إيزابيل كارفاخال (الاسم المستعار كارمن ليرا) ؛ مخطط لكوستاريكا.       | بارامو - طائر الطنان البركاني ‏ ، ودوار الشمس سينيسيو أورستديانوس ، ونباتات القهوة |
|               |              |             |                |               |                                                                             |                                                                                   |

كلما طرأ تغيير على ورقة نقدية من فئة معينة (التصميم، والميزات الأمنية، واللون، إلخ)، تُصدر سلسلة جديدة. قبل السلسلة الأخيرة، كان قياس كل ورقة نقدية صادرة عن هذا البنك حوالي 6.7 سم × 15.6 سم. تحمل كل ورقة نقدية أيضًا الرقم التسلسلي ورقم السلسلة مطبوعًا بحبر أحمر. حدثت استثناءات مع:
- 2 كولون إصدار مؤقت: أسود
- إصدار مؤقت بقيمة 5 كولونات: برتقالي
- إصدار مؤقت بقيمة 10 كولونات: أزرق
- 500 كولون سلسلة ب: أسود
- 1000 كولون سلسلة أ العدد: أزرق غامق

كما يتضمن كل إصدار التوقيعات والتاريخ ورقم الاتفاقية مطبوعة باللون الأسود.

### إصلاح الأوراق النقدية
في عامي ٢٠١١ و٢٠١٢، خضعت الأوراق النقدية الكوستاريكية لإصلاحات، واستُبدلت بسلسلة جديدة، كل ورقة بلون وحجم مختلفين. طُرحت فئتان جديدتان ضمن هذا الإصلاح: ٢٠,٠٠٠ و٥٠,٠٠٠ كولون.  الأوراق النقدية القديمة قابلة للاسترداد في البنك المركزي الكوستاريكي، ولكن اُستُبدِلَت بالنماذج الأحدث.
في عامي 2020 و2021، أُصدِرَت سلسلة جديدة من الأوراق النقدية المصنوعة من البوليمر، مع الحفاظ على نفس موضوعات سلسلة 2011 ولكن مع زخارف أعيد تصميمها قليلاً، مع سحب الأوراق النقدية القديمة في عام 2022.  لم تُتَضَمَّن ورقة نقدية بقيمة 50000 كولون أعيد تصميمها في السلسلة الجديدة، لكن الإصدارات الحالية لا تزال قانونية.

## سعر الصرف
كانت للكولون علاقة غير اعتيادية بالدولار الأمريكي، يُمكن وصفها بأنها " علاقة زاحفة "؛ فبدلاً من أن يُحدد بقيمة ثابتة مقابل الدولار، كان الكولون يتراجع تدريجيًا بمعدل ثابت يبلغ حوالي 3.294 كولون للدولار شهريًا. في 16 أكتوبر/تشرين الأول 2006، عُدِّل هذا الارتباط الزاحف  بسبب ضعف الدولار الأمريكي ونظرة البعض إلى أن الكولون مُقَيَّم بأقل من قيمته الحقيقية.
منذ ١٧ أكتوبر ٢٠٠٦، لم يعد الكولون خاضعًا لتخفيضات القيمة المُتحكّم بها (المعروفة في كوستاريكا باسم minidevaluaciones ) التي يُجريها البنك المركزي الكوستاريكي . مع النظام الجديد، نظام تغيير أسعار الصرف ، تُعدّ أسعار الصرف التي يُعلن عنها البنك المركزي "مرجعًا"، ويمكن لكل مؤسسة مالية مُصرّح لها تحديد قيمتها بشكل مستقل، على أمل أن تُوفّر السوق الحرة آليةً للحفاظ على أسعارها معقولة.

أصبح سعر الصرف الآن حرًا في التعويم ضمن نطاق سعري مرتبط بالدولار الأمريكي . وقد حُدد الحد الأدنى لهذا النطاق عند قيمة ثابتة، بينما يتغير الحد الأقصى عند سعر ثابت. عمليًا، ظل سعر الصرف ثابتًا عند القيمة الأدنى لنطاق العملة.

## سعر الصرف CRC الحالي
| من Yahoo! Finance: | AUD CAD CHF EUR GBP HKD JPY USD |
| من XE.com:         | AUD CAD CHF EUR GBP HKD JPY USD |
| من Investing.com:  | AUD CAD CHF EUR GBP HKD JPY USD |
| منOANDA.com:       | AUD CAD CHF EUR GBP HKD JPY USD |

## الألقاب
يُشار إلى الكولون أحيانًا باسم البيزو، وهو اسم العملة الكوستاريكية قبل الكولون، حتى عام ١٨٩٦. هذا الاسم شائع جدًا في جميع دول أمريكا اللاتينية، حيث كان لدى معظمها (أو كان لديها في وقت ما) عملات تُسمى البيزو. هناك أيضًا اسم عامي آخر وهو كانا (كلمة إسبانية تعني قصب السكر ، والجمع كاناس)، ولكن هذا المصطلح يُستخدم غالبًا بصيغة الجمع وللمبالغ التي تقل عن ١٠٠ كولون ومضاعفات العشرة، باستثناء ٥؛ على سبيل المثال، ٥ كاناس، و١٠ كاناس، و٢٠ كاناس، إلخ. أصبح هذا المصطلح أقل شيوعًا.
تيجا ( قرميد السقف ) هو المصطلح العامي لمائة كولون، وبالتالي فإن العملات المعدنية والأوراق النقدية من فئة خمسمائة كولون تسمى "سينكو تيجاس"، في حين يشار إلى العملات المعدنية والأوراق النقدية من فئة خمسين كولون باسم "ميديا تيجا" (نصف قرميد السقف).
كانت الورقة النقدية السابقة من فئة الخمسمائة كولون تسمى "مورادو" (أرجواني) بسبب لونها، ولكنها لم تعد متداولة.
تُسمى ورقة الألف كولون "أون روخو" (واحد أحمر) نسبةً إلى لونها. وينطبق هذا أيضًا على أي مبالغ تساوي مضاعفات ألف كولون (مثلًا، عشرون ألف كولون = فينيتي روخو).
تُسمى ورقة الخمسة آلاف كولون " توكان " ( الطوقان )، نسبةً إلى صورة طائر الطوقان التي كانت تحملها سابقًا (والتي تحمل الآن صورة قرد). ويمكن أيضًا تسميتها "أونا ليبرا" (جنيه واحد)، مع أن هذا المصطلح لم يعد شائع الاستخدام.
تُعرف ورقة العشرة آلاف كولون أيضًا باسم "أون بوما" ، في إشارة إلى صورة بوما التي ظهرت على أحد وجوهها في الإصدار السابق.

## روابط خارجية
- (بالإسبانية) Official site of Banco Central de Costa Rica
- The Museum of the Central Bank of Costa Rica
- cambiodeldolar.com نسخة محفوظة 9 سبتمبر 2013 على موقع واي باك مشين.-Alternative up to date information about the exchange rate of the Costa Rican Colón to the United States Dollar.
- Current and historic banknotes of Costa Rica
- Coins of Costa Rica نسخة محفوظة 2015-05-25 على موقع واي باك مشين.